# Åva gymnasium
Åva gymnasium är en kommunal gymnasieskola belägen i Täby kommun, norr om Stockholm. Skolan ligger där Roslagsbanan förgrenar sig, norr om Roslags Näsby. Skolan invigdes år 1972 och har ungefär 1 400 elever.
Åva gymnasiums skoltidning heter Cumulus och har vunnit Lilla journalistpriset 2008 och 2011 i kategorin papperstidning och Tidskriftspriset 2009 och 2013 i kategorin Sveriges bästa skoltidning.
Skolan har en lång och god teknikhistoria, och fick 2018 en industrirobot från AGA:s forskninsverksamhet, för undomar att laborera med. Roboten är av modell IRB2000, och återställdes till funktion i ett studentinitiativ.  Då utreddes hela systemet, och stöttades med diverse konstruktioner och sensorer för att säkerställa framtida bruk av studenter. Förvaltandet av roboten har senare överlåtits till intresseföreningen ÅVA Tech.

## Programutbud
Åva gymnasiums olika program 
- Barn- och fritidsprogrammet
- Ekonomiprogrammet
- El- och energiprogrammet
- Hotell- och turismprogrammet
- International Baccalaureate (internationellt program)
- Introduktionsprogrammen
- Naturvetenskapliga programmet
  - Natur-Natur
  - Natur-Samhällsvetenskap
- Specialutformat program med naturvetenskap som grund
  - NA-Musik
- Restaurang- och livsmedelsprogrammet
- Teknikprogrammet
  - Informations- och medieteknik
  - Design och produktutveckling
  - Teknikvetenskap
- Samhällsvetenskapsprogrammet
- Vård- och omsorgsprogrammet

## Kända elever

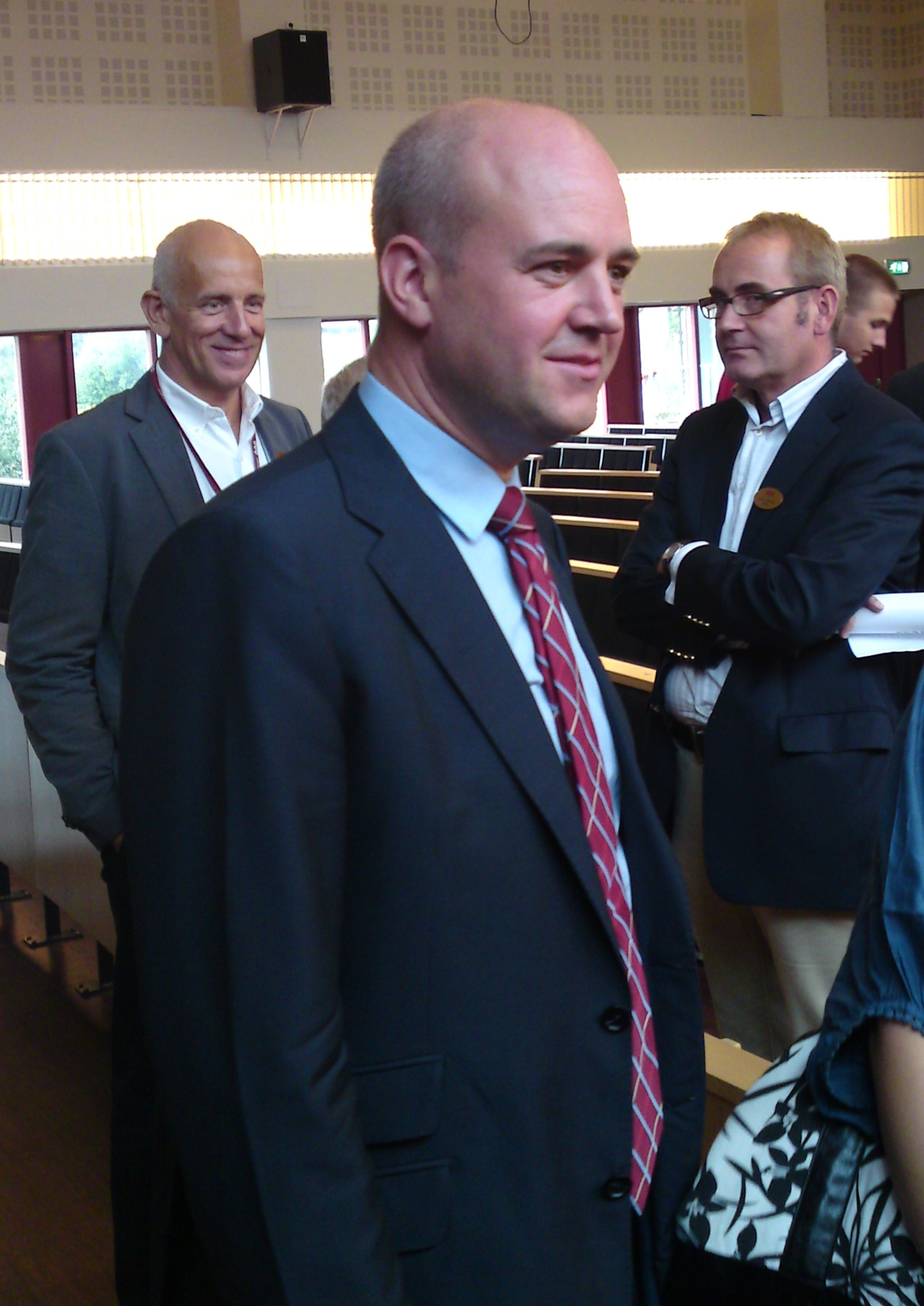
Fredrik Reinfeldt, tidigare elev på Åva Gymnasium

- Fredrik Reinfeldt, Sveriges statsminister, ordförande i Moderata samlingspartiet.
- Sara Danius, svensk essäist och professor i litteraturvetenskap vid Stockholms universitet.
- Kristian Luuk, tv- och medieprofil.
- Andreas Hoffer, barnskådespelare, känd som Sune i filmerna om Sune.